# سیرسا
سیرسا
شهر سیرسا (به انگلیسی: Sirsa) با جمعیت ۲۰۶٫۵۱۳ نفر در ایالت هاریانا در کشور هند واقع شده‌است.